# Wuppertal
Wuppertal [ˈvuːpɐtal] és una ciutat d'Alemanya, que pertany a l'estat federat de Rin del Nord-Westfàlia. Ocupa una àrea de 168,39 km² i té 342.885 habitants (2012), una pèrdua de més de 20.000 habitants des de 2004. És una ciutat de creació recent, nascuda de l'agregació el 1929 de les ciutats d'Elberfeld, Barmen, Ronsdorf, Cronenberg i Vohwinkel, aleshores amb el nom de Barmen-Elberfeld. El nom actual, escollit per consulta popular el 1930, significa «vall del Wupper», un afluent del Rin que rega la ciutat.

## Història
És una ciutat de recent creació. Es va fundar el 1929, per agregació de Elberfeld, Barmen i altres nuclis menors de l'entorn. El nom significa "vall del Wupper", en referència al riu que creua la ciutat.
Les primeres evidències que es tenen sobre poblament als nuclis històrics es remunten des de l'any 1000 aC en l'edat de ferro pels vestigis trobats durant l'excavació que es va realitzar l'any 2003. Al lloc d'excavació de 2m x 3m també es van trobar diverses ceràmiques que proven la presència d'un assentament permanent.
Els inicis dels barris que avui en dia formen Wuppertal van començar a poblar-se a la fi del primer mil·lenni. Els seus noms van aparèixer per primera vegada documentats a les següents dates: Cronenberg 1050, Barmen 1070, Elberfeld 1161, Scholl 1182, Ronsdorf 1246, Beyenburg 1298, Langerfeld 1304, Dönberg 1355 i Vohwinkel 1356. Gairebé totes aquestes comunitats eren propietat del ducat de Berg.
El maig i juny del 1943, i el març 1945 durant la Segona Guerra Mundial la ciutat de Wuppertal va ser bombardejada pels aliats, 6500 persones van morir per les bombes o la tempestat de foc i 38% de la superfície urbanitzada va ser anniquilada.
Encara perviuen barris històrics com l'Ölberg «Turó de l'oli», amb cases obreres, restaurades amb molta sol·licitud. i també uns barris més elegants, de cases burgeses. A Wuppertal s'han catalogat més de 4.500 monuments nacionals, de períodes com el Classicisme, el Modernisme - Art Nouveau o la Bauhaus. Un dels monuments més coneguts és la Stadthalle, una sala de concerts inaugurada en 1900 pel kàiser Guillem II. En l'àmbit de l'art modern no és menys important el teatre de la ballarina Pina Bausch.
A Wuppertal hi ha la seu de l'Institut Wuppertal del clima, medi ambient i energia, un dels principals centres per a l'estudi del clima a la Unió Europea.

## Geografia

### Clima
| Paràmetres climàtics mitjans de Wuppertal (1991-2020) | Paràmetres climàtics mitjans de Wuppertal (1991-2020) | Paràmetres climàtics mitjans de Wuppertal (1991-2020) | Paràmetres climàtics mitjans de Wuppertal (1991-2020) | Paràmetres climàtics mitjans de Wuppertal (1991-2020) | Paràmetres climàtics mitjans de Wuppertal (1991-2020) | Paràmetres climàtics mitjans de Wuppertal (1991-2020) | Paràmetres climàtics mitjans de Wuppertal (1991-2020) | Paràmetres climàtics mitjans de Wuppertal (1991-2020) | Paràmetres climàtics mitjans de Wuppertal (1991-2020) | Paràmetres climàtics mitjans de Wuppertal (1991-2020) | Paràmetres climàtics mitjans de Wuppertal (1991-2020) | Paràmetres climàtics mitjans de Wuppertal (1991-2020) | Paràmetres climàtics mitjans de Wuppertal (1991-2020) |
| Mes                                                   | Gen.                                                  | Feb.                                                  | Mar.                                                  | Abr.                                                  | Mai.                                                  | Jun.                                                  | Jul.                                                  | Ago.                                                  | Set.                                                  | Oct.                                                  | Nov.                                                  | Des.                                                  | Anual                                                 |
| ----------------------------------------------------- | ----------------------------------------------------- | ----------------------------------------------------- | ----------------------------------------------------- | ----------------------------------------------------- | ----------------------------------------------------- | ----------------------------------------------------- | ----------------------------------------------------- | ----------------------------------------------------- | ----------------------------------------------------- | ----------------------------------------------------- | ----------------------------------------------------- | ----------------------------------------------------- | ----------------------------------------------------- |
| Temperatura màxima registrada °C (°F)                 | 16,0 (60,8)                                           | 20,6 (69,1)                                           | 24,0 (75,2)                                           | 29,3 (84,7)                                           | 32,8 (91)                                             | 36,2 (97,2)                                           | 40,2 (104,4)                                          | 38,5 (101,3)                                          | 33,1 (91,6)                                           | 26,7 (80,1)                                           | 21,0 (69,8)                                           | 16,8 (62,2)                                           | 40,2 (104,4)                                          |
| Temperatura mínima registrada °C (°F)                 | −21,0 (−5,8)                                          | −21,4 (−6,5)                                          | −13,4 (7,9)                                           | −6,8 (19,8)                                           | −2,3 (27,9)                                           | 0,4 (32,7)                                            | 3,0 (37,4)                                            | 4,3 (39,7)                                            | −0,5 (31,1)                                           | −4,8 (23,4)                                           | −10,5 (13,1)                                          | −15,6 (3,9)                                           | −21,4 (−6,5)                                          |
| Temperatura diària màxima °C (°F)                     | 5,7 (42,3)                                            | 6,7 (44,1)                                            | 10,6 (51,1)                                           | 15,1 (59,2)                                           | 19,0 (66,2)                                           | 22,0 (71,6)                                           | 24,0 (75,2)                                           | 23,6 (74,5)                                           | 19,6 (67,3)                                           | 14,7 (58,5)                                           | 9,6 (49,3)                                            | 6,2 (43,2)                                            | 14,7 (58,5)                                           |
| Temperatura diària mínima °C (°F)                     | 0,5 (32,9)                                            | 0,4 (32,7)                                            | 2,2 (36)                                              | 4,8 (40,6)                                            | 8,4 (47,1)                                            | 11,4 (52,5)                                           | 13,5 (56,3)                                           | 13,1 (55,6)                                           | 10,1 (50,2)                                           | 7,1 (44,8)                                            | 3,9 (39)                                              | 1,4 (34,5)                                            | 6,4 (43,5)                                            |
| Precipitació total mm (polzades)                      | 111,0 (4,4)                                           | 92,0 (3,6)                                            | 86,0 (3,4)                                            | 63,0 (2,5)                                            | 74,0 (2,9)                                            | 86,0 (3,4)                                            | 96,0 (3,8)                                            | 106,0 (4,2)                                           | 87,0 (3,4)                                            | 95,0 (3,7)                                            | 101,0 (4)                                             | 122,0 (4,8)                                           | 1.119,0 (44,1)                                        |
| Font: Wuppertal Wetter                                |                                                       |                                                       |                                                       |                                                       |                                                       |                                                       |                                                       |                                                       |                                                       |                                                       |                                                       |                                                       |                                                       |

## Llocs d'interès

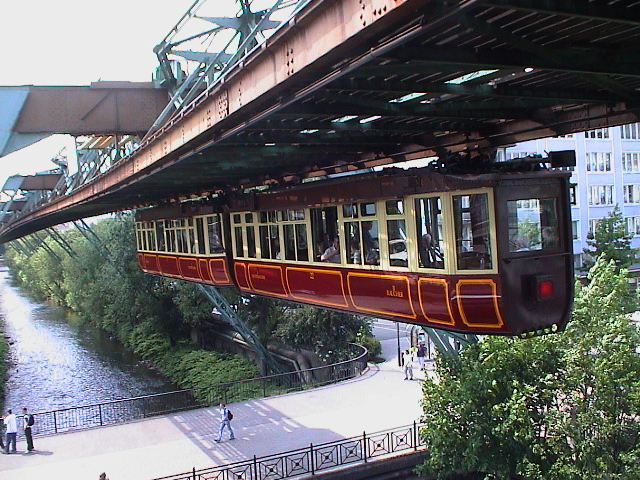
Schwebebahn o aerotrèn

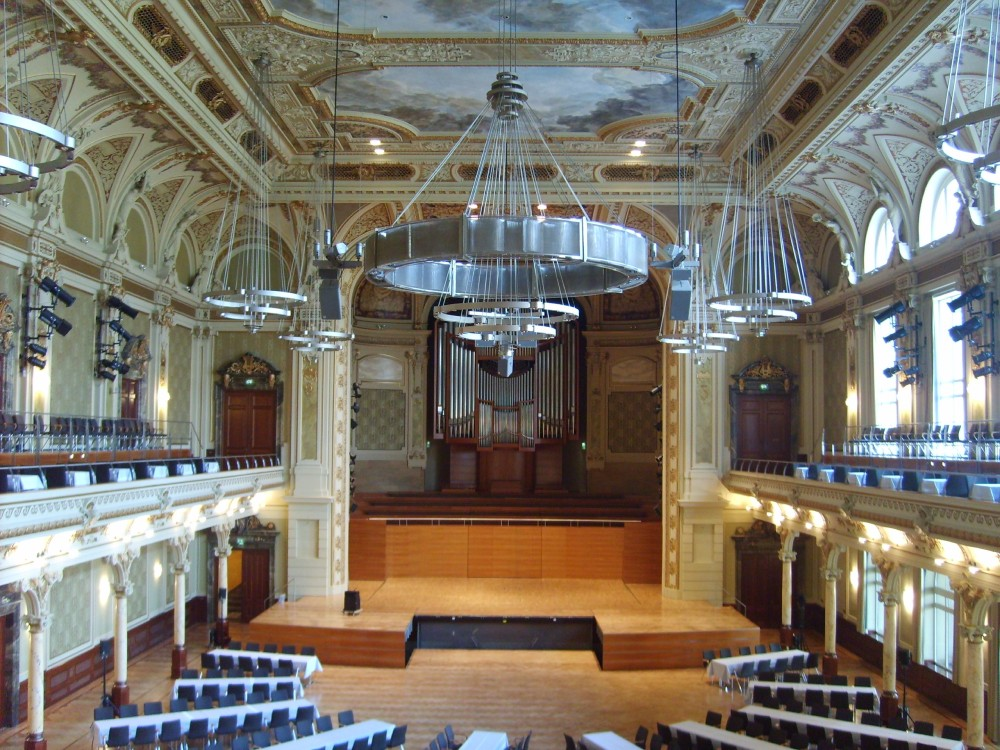
Sala major de la Stadthalle

- Schwebebahn o aerotren és una de les atraccions més famoses. Va ser inaugurat el 1901 i amb una longitud de 13 km, circula principalment suspès sobre el Wupper. La Schwebebahn és un enllaç important a la xarxa de transport públic urbà. Una de les històries que tenen a veure amb el tren penjant és la de Tuffi l'elefant, que durant una realització d'algunes fotos per uns periodistes, es va espantar, va obrir la porta del tren i va caure al riu, però tot i aquesta caiguda, va sobreviure a l'accident.[cal citació]
- Jardí Botànic
- Stadthalle: sala de concerts
- Teatre Pina Bausch, de dansa-teatre

## Persones il·lustres
- Friedrich Engels, filòsof
- Friedrich Bayer, creador de l'aspirina, fundador de Bayer
- Else Lasker-Schüler, escriptora, poeta
- Dani Piepenbrink,
- Hans Knappertsbusch, director d'orquestra
- Silvana Koch-Mehrin,
- Pina Bausch, coreògrafa
- Johannes Rau, expresident d'Alemanya
- Rezo, empresari i youtuber
- Jens Seipenbusch
- Günter Wand, director d'orquestra
- Tom Tykwer, director de cinema
- Udo Dirkschneider,